# Catherine Hardwicke
Helen Catherine Hardwicke (født 21. oktober 1955) er en amerikansk produktionsdesigner og filminstruktør.
Hendes værker omfatter bl.a. den uafhængige film Thirteen, som hun skrev med en af filmens stjerner, Nikki Reed, vampyrfilmen Twilight, samt Red Riding Hood med Amanda Seyfried i hovedrollen.